# بخش متا
شهرستان متا (به اسپانیایی: Meta Department) یک سکونتگاه مسکونی در کلمبیا است که در کلمبیا واقع شده‌است.

## خصوصیات
شهرستان متا ۸۵٬۶۳۵ کیلومترمربع مساحت و ۹۲۴٬۸۴۳ نفر جمعیت دارد.